# Філософ

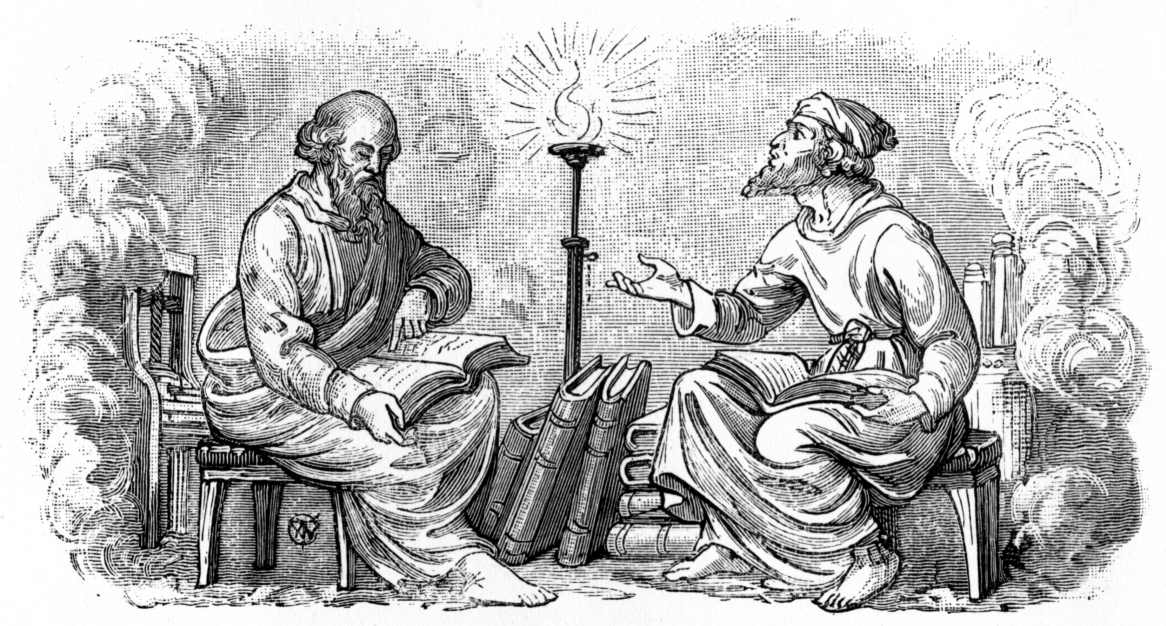
Розмірковування вночі (1891)

Філософ —  шукач істини, мислитель. У вузькому сенсі це спеціаліст з філософії, що займається філософією, розробляє питання світогляду й методології.
У побуті так називають людину з досвідом життя, яка розумно, помірковано і спокійно ставиться до всіх явищ у житті, до всіх життєвих труднощів та випробувань.

## Походження терміна
Термін «філософ» (грец. Φιλόσοφος) старіший за термін «філософія», ним раніше позначали освічену людину взагалі. У сенсі, що вживали в античності, його вперше використав давньогрецький філософ Піфагор. За повідомленням Діогена Лаертського:
Філософію філософією, а себе філософом вперше став називати Піфагор… мудрецем ж, за його словами, може бути тільки бог, а не людина. Бо передчасно було б філософію називати «мудрістю», а того, хто працює з нею в ній — «мудрецем», наче він наточив вже свій дух до межі; а філософ  — це просто той, кого тягне до мудрості.

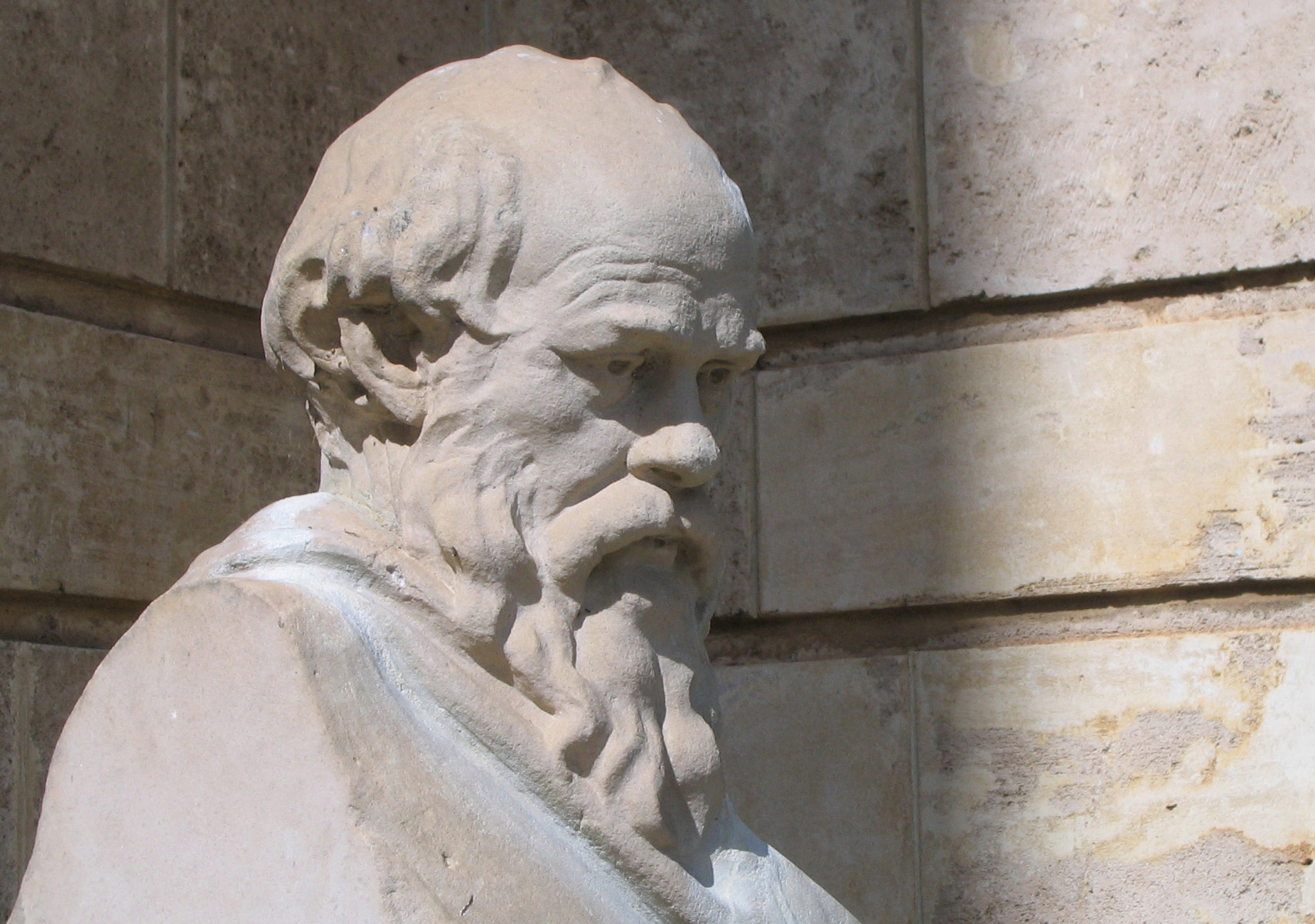
Сократ

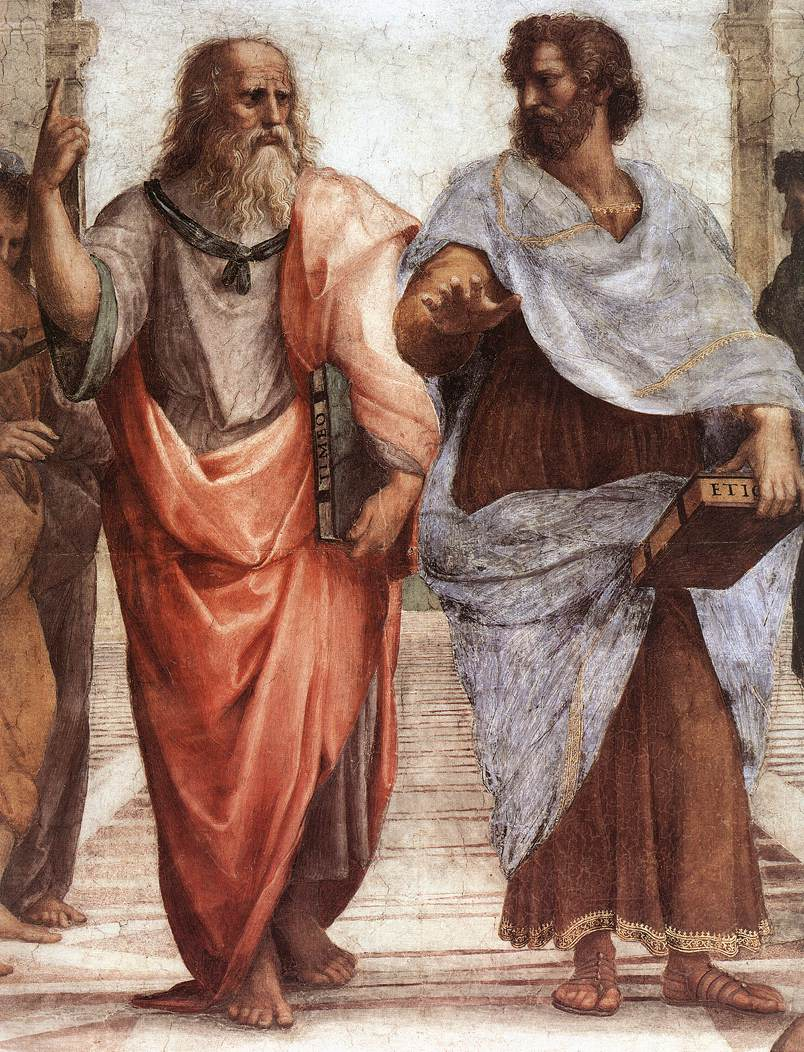
Платон і Аристотель

Деінде, на питання, хто він такий, Піфагор відповідає: «Філософ», філософи, за його словами, тяжіють «до єдиної тільки істини». Піфагор не залишив після себе творів, отже перший автор, де бачимо слово «філософ», це Геракліт:
Дуже багато мають знати діячі-філософи.
Філософ у Геракліта — це, судячи з уривків його творів, що збереглись, «дослідник природи речей», зазначає Кессіді.

## Історичні образи філософа
- Мудрець
- Софіст
- Теург (маг)
- Філософ-вчений
- Філософ-художник
- Богослов
- Професор філософії